# Patativa-tropeira
A patativa-tropeira (Sporophila beltoni) é uma espécie de pássaro da família traupidae. É endêmico do Brasil. Anteriormente incluído com a patativa (S. plumbea), foi descrita como uma nova espécie em 2013.

## Etimologia
O epíteto específico homenageia o ornitólogo americano William Belton, que fez estudos aprofundados das vocalizações das aves do Rio Grande do Sul. O nome comum alude a área de reprodução da espécie e o padrão de migração, que é semelhante ao da histórica Rota dos Tropeiros, um caminho usado para conduzir o gado para mercados no sudeste do Brasil a partir do início do século XVIII até 1930.

## Descrição
O macho adulto é distinguido da patativa pelo seu maior tamanho e pela cor azulada (em vez de cinzenta) da plumagem, e desse e dos outros representantes do gênero Sporophila, por ter um bico robusto amarelo brilhante com um cúlmen arqueado, e pelas vocalizações que incluem notas de chamada únicas.

## Distribuição e habitat
A patativa-tropeira se reproduz em campos arbustivos associados com as florestas de Araucaria do sul do Brasil. Eles migram para o norte para passar o inverno austral - a estação não reprodutiva - nos cerrados do Brasil central. A distribuição contém uma zona de contato estreito entre S. beltoni e S. plumbea, onde as aves são segregadas por habitats que contém pouco fluxo gênico significativa.